# Kranjska Gora
Kranjska Gora (tysk: Kronau, italiensk: Monte Cragnisca) er en by og kommune i det nordvestlige Slovenien, nær grænsen til Østrig og Italien. Byen har omkring 1.519 (2020) indbyggere.
Kranjska Gora, som ligger i de Juliske Alper, er et populært vintersportssted. Årligt arrangeres der slalom- og storslalomløb i den alpine verdenscup, under det som kaldes Vitranc Cup. Skihopbakken Planica ligger også i området.